# Calumma brevicornis
Calumma brevicornis este o specie de cameleoni din genul Calumma, familia Chamaeleonidae, descrisă de Günther 1879. A fost clasificată de IUCN ca specie cu risc scăzut. Conține o singură subspecie: C. b. brevicornis.